# Grzegorz Błażewicz
Grzegorz Błażewicz (ur. 25 maja 1976 w Tarnowie) – przedsiębiorca z ponad 15-letnim doświadczeniem w międzynarodowej branży marketingowej, założyciel i prezes zarządu SALESmanago, platformy Customer Engagement i rozwiązań z obszarów automatyzacji marketingu oraz e-mail marketingu.

## Życiorys
W 2000 ukończył filologię angielską na Uniwersytecie Śląskim, a w 2001 uzyskał drugi tytuł magistra w polsko-francuskiej Ecole de Commerce de Silesie utworzonej przy Uniwersytecie Ekonomicznym w Katowicach.
Swoją karierę zawodową rozpoczynał w agencjach marketingowych w Nowym Jorku i Londynie. Przez 6 lat pełnił funkcję Dyrektora Marketingu Grupy Kapitałowej Comarch, jednego z największych dostawców rozwiązań IT w Europie. W latach 2006–2008 Prezes Zarządu notowanej na GPW spółki operatora czołowego polskiego portalu internetowego Interia.pl.
W 2011 założył SALESmanago Marketing Automation, który jest jednym z najszybciej rosnących startupów technologicznych na świecie, zatrudniającym ponad 150 osób i laureatem wielu nagród i zwycięzcą licznych konkursów branżowych takich jak GoGlobal, Deloitte CEE Technology Fast 50 2016, czy Diamenty Private Equity.

## Nagrody i wyróżnienia
Finalista konkursu Przedsiębiorca Roku EY 2014
Laureat nagrody Krakowianin Roku 2015

## Książki
Autor Rewolucja z Marketing Automation, PWN, październik 2016, ISBN 978-83-01-18930-3
Współautor E-marketing. Współczesne trendy. Pakiet startowy, PWN, listopad 2013, ISBN 978-83-01-17449-1